# Honda Goldwing
La Honda GoldWing (o Gold Wing) es una motocicleta de turismo diseñada y fabricada por Honda. Su primera versión se introdujo en octubre de 1974. A lo largo de sus años de existencia, ha sufrido numerosas modificaciones en su diseño. En 1975, la Gold Wing montaba un motor bóxer de 4 cilindros y 999 cc., que con los años acabaría evolucionando, hasta contar desde 2001 con un motor bóxer de 6 cilindros y de 1832 cc.
Se fabricaron más de un millón de motocicletas Gold Wing en la planta de Marysville, Ohio desde el año 1974 hasta 2009, cuando la producción de este modelo se paralizó. Honda decidió mover la producción una la planta situada en la Prefectura de Kumamoto, Japón en 2011, para que a partir de 2012 volver a estar en el mercado.

## Historia
Inicialmente, aún en desarrollo, se le llamó proyecto 371, derivado de los trabajos en la motocicleta M1. Toshio Nozue (quien había trabajado en el desarrollo de la CB750) tomó el desarrollo de Irimajiri-san como líder del proyecto. El desplazamiento del motor de la M1 de 1470cc se consideró demasiado grande, y 6 cilindros también se consideraron demasiados (en 1973-74), para el mercado objeto. El diseño del motor de la M1 fue entonces reemplazado por un motor más compacto de 1,000cc, uno de 4 cilindros opuestos de 2 a 2.

## GL1000
El motor final del proyecto 371 fue un motor a 1,000cc enfriado por líquido, de cuatro cilindros opuestos de 2 a 2 y dispuestos horizontalmente, con cigüeñal paralelo al piso y en el eje del movimiento de la motocicleta, SOHC, con un alternador impulsado con engranes, en la parte trasera del cigüeñal. Al usar engranes para impulsar el alternador, este giraba en sentido contrario al giro del cigüeñal, con lo que se neutralizaba la reacción al par-motor al acelerar o frenar el motor. El bloque de los cilindros y la caja del cigüeñal formaban una sola pieza, con la transmisión debajo de la caja del cigüeñal para tener el motor lo más pequeño posible. La transmisión final era por eje y cardán.
Las Gold Wings salieron a la venta en Europa y los EE. UU. en 1975, pero modelos de preproducción de la  GL1000 fueron primero revelados a distribuidores en septiembre de 1974 en la reunión anual de distribuidores en Las Vegas, y entonces presentada al público al siguiente mes en la IFMA Internationale Fahrrad- und Motorrad-Ausstellung (Exhibición Internacional de bicicletas y motocicletas  Intermot) en Colonia.
Pequeños carenados habían sido montados en 2 de los prototipos de producción para los distribuidores en las Vegas. Estos carenados fueron diseñados por Honda para ser vendidos como accesorios Hondaline, fueron pensados para ser fabricados en EE. UU. por la Vetter Fairing Company, pero este diseño en particular nunca entró en producción por la destrucción accidental de los moldes. Consecuentemente, la Gold Wing nació naked, sin alforjas incluso sin parabrisas. Esto creó una oportunidad para fabricantes independientes para que ofrecieran accesorios como por ejemplo la serie de accesorios Windjammer diseñados por Craig Vetter.
La GL1000 original (nombrada K0) tenía un motor de arranque eléctrico y a pedal. El pedal de arranque estaba escondido detrás de un falso tanque de combustible que también escondía el radiador y el filtro de aire para abastecer 4 carburadores Keihin CV de 32 mm. El verdadero tanque de combustible estaba debajo del asiento, para mantener el centro de gravedad de la moto lo más bajo posible. La motocicleta tenía un peso en seco 584 lb (264,9 kilogramos) y un precio de venta al público de US$2,900. Se vendieron 13,000 Gold Wings en los Estados Unidos en 1975.
No hubo cambios significativos en la Gold Wing estándar para 1976 (el modelo K1) aunque el precio se incrementó ligeramente a US$2,960. Para celebrar el bicentenario de los EE. UU. Honda anunció la GL1000 LTD con insignia y colores distintivos de la fecha plus some extra amenities. La LTD fue una genuina edición limitado ya que se restringió la producción a solo 3,400 unidades, y tenían un precio incrementado a US$3,295.
En el tercer año (la K2) Honda comenzó a refinar la Gold Wing, aunque los cambios para 1977 fueron pequeños, como blindaje térmico para el escape, nuevos asientos y manubrio, y medidor de combustible. El peso se incrementó a 595 lb (269,9 kilogramos) y el precio aumentó a US$2,938. La división de motocicletas de la Honda del Reino Unido produjo 52 modelos Executive GL1000 K1 al agregarles accesorios "premium" a Gold Wings de 1977 y venderlas a £2300 (exclusivas para la GB).

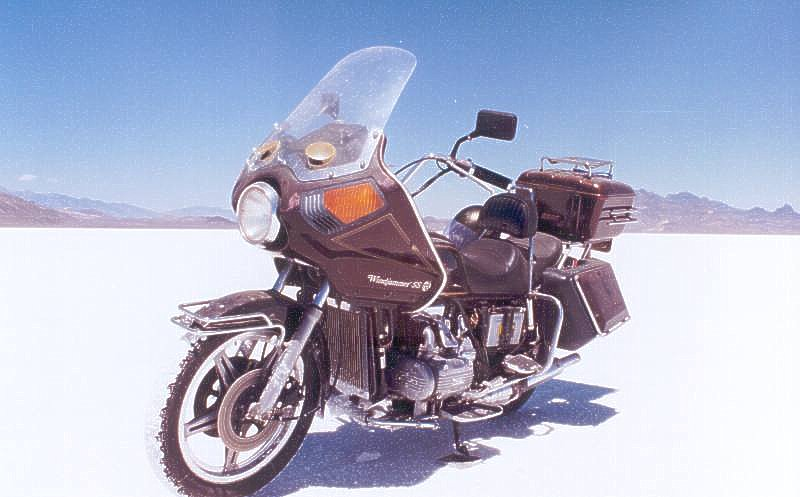
GL1000 de 1979 con carenado y parabrisas Windjammer en Bonneville Salt Flats

El motor fue modificado para 1978 para el modelo GL1000 K3, para incrementar el par-motor a bajas revoluciones; para los mismos se redujo la entrada de los carburadores 1 mm, se rediseñó el sistema de escape, y se cambiaron los tiempos de las válvulas y la  [:en:ignition timing|ignición]]. El mecanismo de arranque a pedal se eliminó de la moto. Un pequeño panel de instrumentos apareció encima del tanque simulado. Los rines de alambre fueron sustituidos por los rines vaciados ComStar wheels, pero las llantas con cámara se mantuvieron. El peso en seco subió a 601 lb (272,6 kilogramos) y el precio de ventas hasta US$3,200.
1979 marcó el final de la motocicleta GL1000 con el desarrollo del modelo K4 (la versión de GB fue designada KZ). El peso en seco subió ligeramente a 604 lb (274 kilogramos) y el precio de venta subió a US$3,700. Solo hubo pequeños cambios para este modelo, con excepción de los nuevos rines ComStar que tenían radios de acero sustituyendo a los originales del año anterior, que habían tenido que reemplazarse porque eran muy débiles. Para es último año ya había disponibles maletas en la posición de alforjas y cajuela trasera marca "Hondaline", aunque aún no había disponible un carenado original.
Honda vendió más de 97,000 unidades de la GL1000 en los EE. UU. entre y 1979.

## GL1100

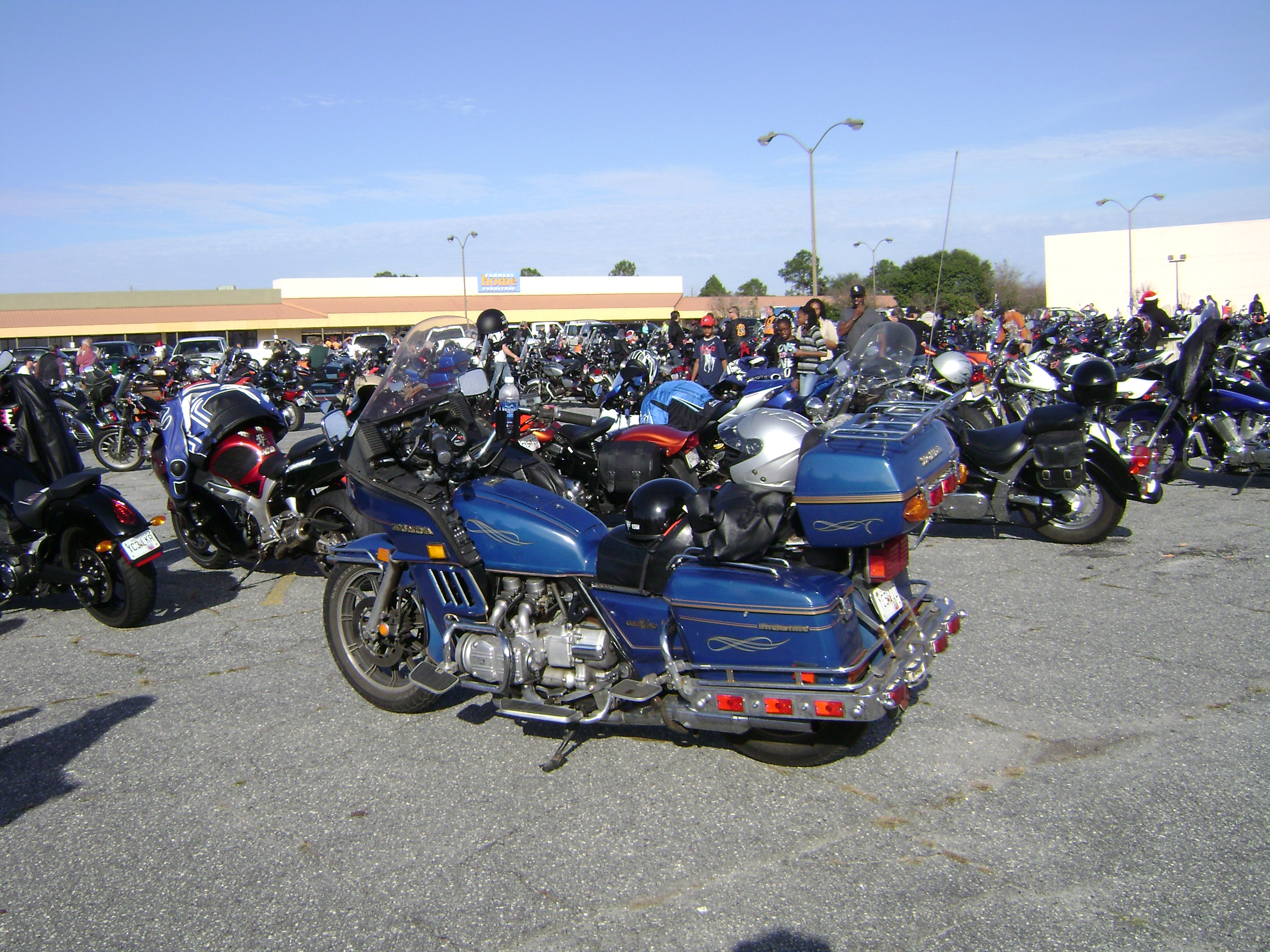
Honda GL1100 Interstate en un evento en la Navidad de 2012 en Valdosta, Georgia

Después de 5 años de la GL1000, la segunda generación de la Gold Wing fue presentada en 1979 como un modelo de 1980, la GL1100 que se seguiría fabricando hasta 1983. La GL1100 era fabricada en Japón hasta mayo de  1980 cuando la Honda comenzó a fabricar el modelo de 1981 en Marysville Motorcycle Plant en Ohio (en donde se habían estado fabricando bastidores y otras partes para motocicletas desde 1974).
las Gold Wings serían construidas a una velocidad de 150 unidades al día para los años de 1981 a 1983. Los motores aún se fabricaban en Japón, pero Honda las promocionaba como que se fabricaban completamente en EE. UU.
La Gold Wing enfrentó competencia desde Japón en la forma de la  Suzuki GS1000 que tenía un motor de 4 cilindros en línea, y en especial de la Kawasaki Z1300 la cual tenía un masivo motor de 6 cilindros DOHC de 1300cc enfriado por líquido. Honda respondió incrementando su desplazamiento a 1100cc, y después anunciando la primera motocicleta japonesa turismo de tamaño completo. El nuevo motor era algo más que el motor de la GL1000 con cilindros con 3 mm adicionales de diámetro, las modificaciones claramente incrementaron el par-motor por encima de la potencia a alta velocidad. La cabeza de los cilindros fue modificada par mejorar la combustión a bajas y medias revoluciones cambiando la relación de engranajes para tener más torque a velocidades de autopista. El diámetro de los 4 carburadors fue reducido 1 milímetro para llegar a 30mm lo que redundó igualmente en aumentar el torque abajo con factura en revoluciones elevadas.
La batalla se alargó más de la que tenía la GL1000, y se agregó suspensión de aire. La GL1100 tenía un asiento ajustable, y por primera vez usó llantas sin cámara, montadas en rines ComStar negros. La Gold Wing naked, que se llegaría a conocer como el modelo estándar, pesaba 589 lb (267,2 kilogramos) seca y se vendía por US $3,800.
A pesar del hecho que solo tenía pequeños cambios para diferenciar el modelo de 1980 del de 1981, el precio subió a US$4,100.- .
Todas las Gold Wings de 1982 tenían relaciones de cambios revisadas (otra vez) para bajar las revoluciones del motor a velocidades de crucero, nuevos frenos con pinzas de 2 pistones, y llantas más anchas en rines más pequeños. El peso seco de la GL1100 de 1982 era de 595 lb (269,9 kilogramos) y el precio de US$4,250.
Las relaciones de transmisión fueron vueltas a revisar para el año de 1983, para reducir las revoluciones a las Gold Wings a velocidades de autopista. Pero no hubo cambios significativos en el motor. Rines de aluminio vaciados de 11 rayos con los que se reemplazó los ComStars. La suspensión delantera fue reforzada con horquilla sin clavado al frenar TRAC, y la suspensión trasera trabajaba aún sin presión de aire. El primer sistema de freno combinado de la Honda, llamado en ese tiempo Unified Braking, debutó en 1983; hacía que se frenaran la rueda delantera y trasera al mismo tiempo cuando el pedal de freno era pisado. El peso seco de la GL1100 estándar subió hasta 599 lb (271,7 kilogramos) y el precio hasta US$4,300.

### GL1100 Interstate
Honda fue más allá de un maquillaje mecánico con la naked Gold Wing en marzo de 1980 presentar la primera motocicleta japonesa de turismo de "enciéndase y úsese", la Interstate modelo GL1100I con carenado completo de fábrica full fairing, maletas rígidas tipo alforjas y cajuela removible, más una larga lista de opciones adicionales que incluían un sistema estereofónico. Esta motocicleta fue llamada el modelo de lujo "De Luxe" (GL1100DX) en algunos mercados nacionales. El carenado estaba diseñado para proteger tanto al piloto como al pasajero del viento. Las maletas y la cajuela estaban pensadas para llevar el equipaje de dos personas, pero hacían a la Interstate considerablemente más pesada que el modelo estándar, con un peso seco de 672 lb (304,8 kilogramos), y un precio más caro llegando a los US$4,900. The almost identical Interstate model for '81 was $5,100.
La GL1100I de 1982 ofrecía más opciones, como un nuevo estéreo, un offered more options, such as a new stereo,  CB de 40 canales, y un compresor integrado para ajustar la presión de aire de la suspensión. El peso seco era de 679 lb (308 kilogramos) y el precio de US$5,450.
La GL1100I de 1983 recibió las actualizaciones al motor y la caja del modelo estándar; con lo que su peso seco se incrementó a 686 lb (311,2 kilogramos) y el precio de venta a US$5,550.

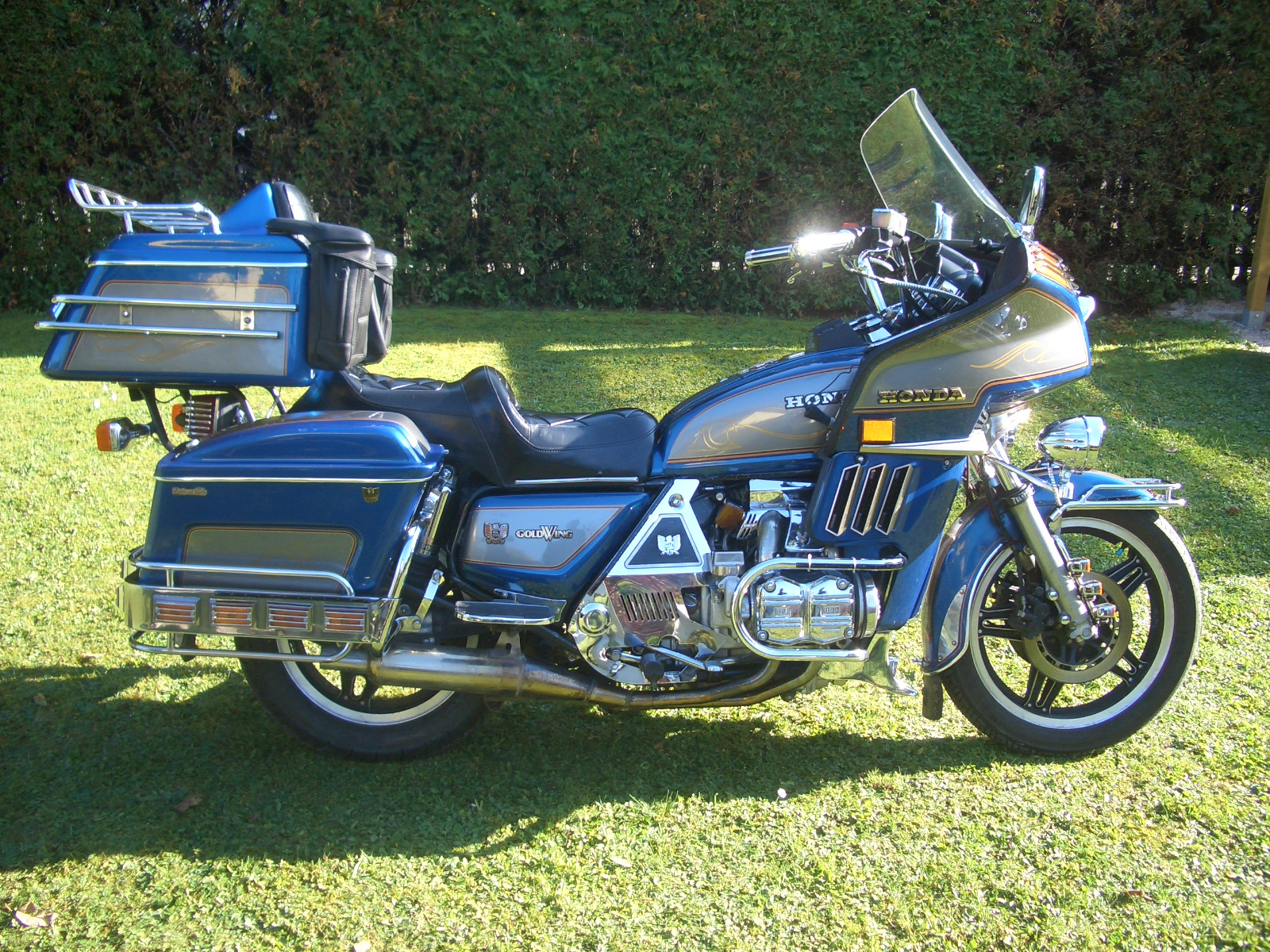
Honda Gold Wing GL1100 de turismo completamente equipada

### GL1100 Aspencade
A principios de 1982, Honda ofrecía 3 diferentes modelos de Gold Wing. Con la introducción del modelo Aspencade (GL1100A) Honda llevó el nivel de lujo de la turismo a nuevos niveles, con asientos más grandes, pintura a 2 tonos y más compartimientos de almacenaje, junto con muchas opciones de la Interstate que eran incluidas en el equipamiento estándar. Los 3 frenos de disco de las motocicleta estaban internamente ventilados. Las partes adicionales hacían que el peso seco subiera a 702 lb (318,4 kilogramos) y el precio a US$5,700.
La GL1100A de 1983 recibió el mismo motor y caja de velocidades de los demás modelos. La Aspencade también recibió nuevos frenos, aunque solo los delanteros estaban internamente ventilados, así como panel de instrumentos LCD digital y algunos otros extras para el piloto y pasajero. El peso seco subió un poco hasta 707 lb (320,7 kilogramos) pero el precio ascendió hasta US$7,000.

## Otros Modelos

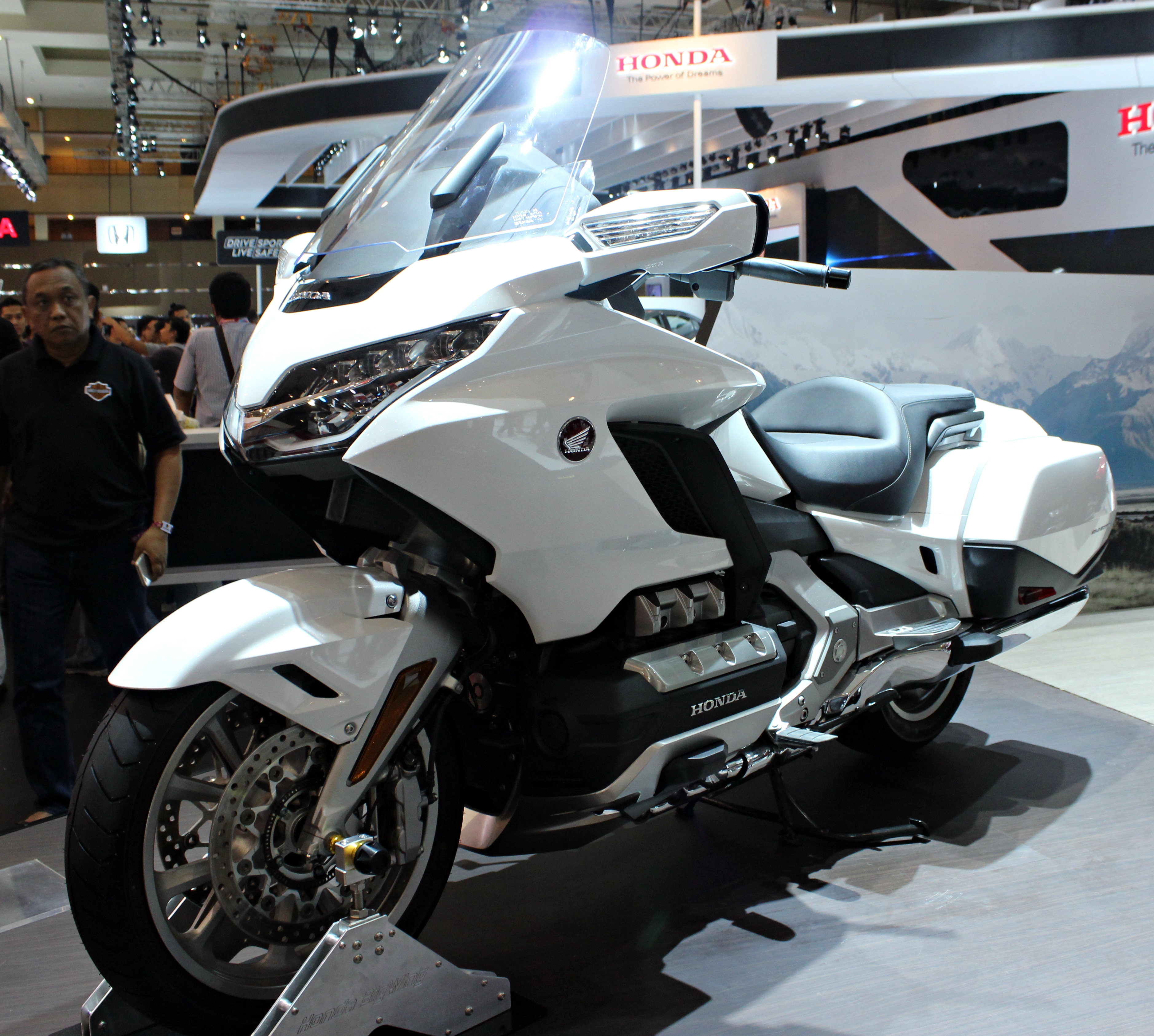
GL1800 Gold Wing de 2018

A través de los años se han construido otros modelos de 4 y 6 cilindros:

### 4 Cilindros
- GL1200 Gold Wing

### 6 cilindros
- GL1500 Gold Wing
- GL1500 (F6C Europa) o (Valkyrie EE. UU.)
- GL1800 Gold Wing